# Комаров, Владимир Николаевич (председатель облисполкома)
Владимир Николаевич Комаров (1911, Уфа, Российская империя — 30 декабря 1974, Уфа, Башкирская АССР, РСФСР) — советский партийный и государственный деятель, председатель Амурского облисполкома (1956—1960).

## Биография
Член ВКП(б) с 1941 г. В 1930 г. окончил сельскохозяйственный техникум, в 1954 г. — Высшую партийную школу при ЦК ВКП(б) — КПСС.
С 1930 по 1955 гг. работал в Башкирской АССР агрономом, зоотехником, заведующим районным земельным отделом, председателем исполкома районного[какого?] Совета депутатов трудящихся. На протяжении ряда лет он избирался первым секретарём районного комитета[какого?] КПСС.
- 1951—1954 гг. — заместитель министра сельского хозяйства Башкирской АССР,
- 1954—1956 гг. — в аппарате ЦК КПСС,
- 1956—1960 гг. — председатель исполнительного комитета Амурского областного Совета,
- 1968—1974 гг. — начальник статистического управления Башкирской АССР.

## Награды и звания
Награждён орденами Трудового Красного Знамени и «Знак Почёта»;
Медали «За доблестный труд в Великой Отечественной войне 1941—1945 гг.» и «За освоение целинных земель».
Значок Министерства сельского хозяйства СССР — «Отличник сельского хозяйства».